# Análisis microlocal
En análisis matemático, el análisis microlocal comprende técnicas desarrolladas a partir de la década de 1950 basadas en la función matemática denominada Transformada de Fourier, relacionadas con el estudio de ecuaciones en derivadas parciales de coeficientes variables y ecuaciones parciales no lineales. Esto incluye funciones generalizadas, operador pseudo-diferencial, conjuntos de frente de onda, operadores integrales de Fourier, operadores integrales oscilatorios y operadores paradiferenciados. 
El término microlocal implica la localización no solo con respecto a la ubicación en el espacio, sino también con respecto a las direcciones del espacio cotangente en un punto dado. Esto gana importancia en variedades de dimensión mayor que uno.